# Charron (Creuse)
Charron – miejscowość i gmina we Francji, w regionie Nowa Akwitania, w departamencie Creuse.
Według danych na rok 1990 gminę zamieszkiwało 281 osób, a gęstość zaludnienia wynosiła 9 osób/km² (wśród 747 gmin Limousin Charron plasuje się na 367. miejscu pod względem liczby ludności, natomiast pod względem powierzchni na miejscu 154).